# Ishizuri-e

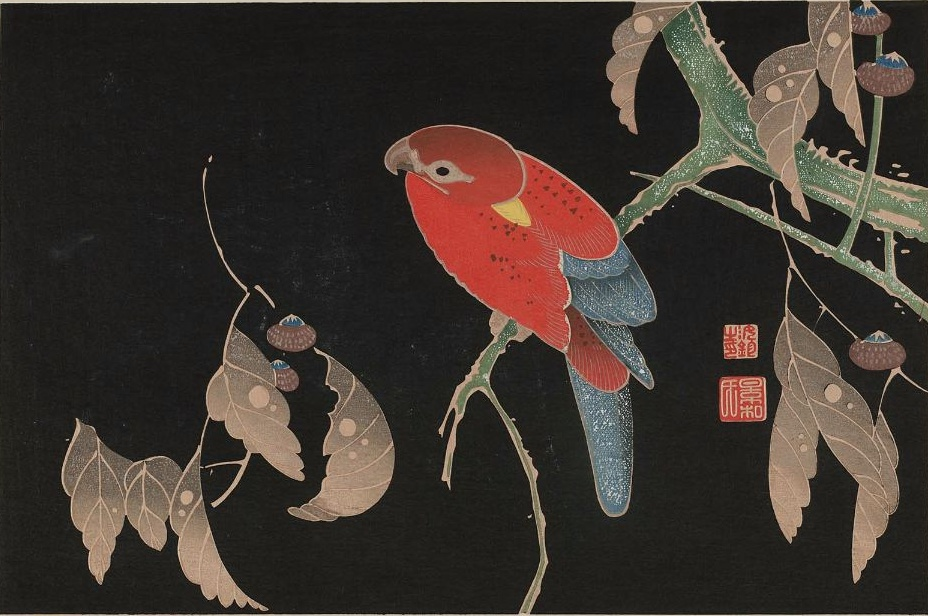
Itō Jakuchū: „Papagei auf Ast“, mehrfarbiges Ishizuri-e, Reproduktion aus der Meiji-Zeit

Ishizuri-e (jap. 石折絵, dt. Steinabreibungsbild) ist eine besondere Art des japanischen Farb-, Holzschnitts, der eine Steinabreibung imitieren sollte.
Gelegentlich findet für Ishizuri-e auch der Begriff Takuhanga (拓版画, dt. Steinabreibungs-Druck) Anwendung. Dieser Begriff ist abgeleitet von Takuhon (拓本, dt. Steinabreibung), der wiederum auf den chinesischen Begriff Tàpiàn (拓片, dt. Steinabreibung) zurückgeht. In Japan wird für Drucke dieser Art auch der Begriff Mokutaku zuri-e (木拓折絵, dt. Holz-Steinabreibungsbild) verwendet. Während der Edo-Zeit waren auch die Bezeichnungen Kuro-e (dt. Schwarzbilder) und Shironuki-e (dt. Weißlinienbilder) gebräuchlich.

## Geschichte und Technik
Steinabreibungen waren bereits im China der Han-Dynastie erfunden worden und mit buddhistischen Mönchen auch nach Japan gekommen. Zum Verkauf an Pilger wurden in den buddhistischen Klöstern Japans noch bis zum Ende des 19. Jahrhunderts Abreibungen von in Stein gehauenen Reliefs der Heiligen und der beliebtesten Sutras angefertigt.

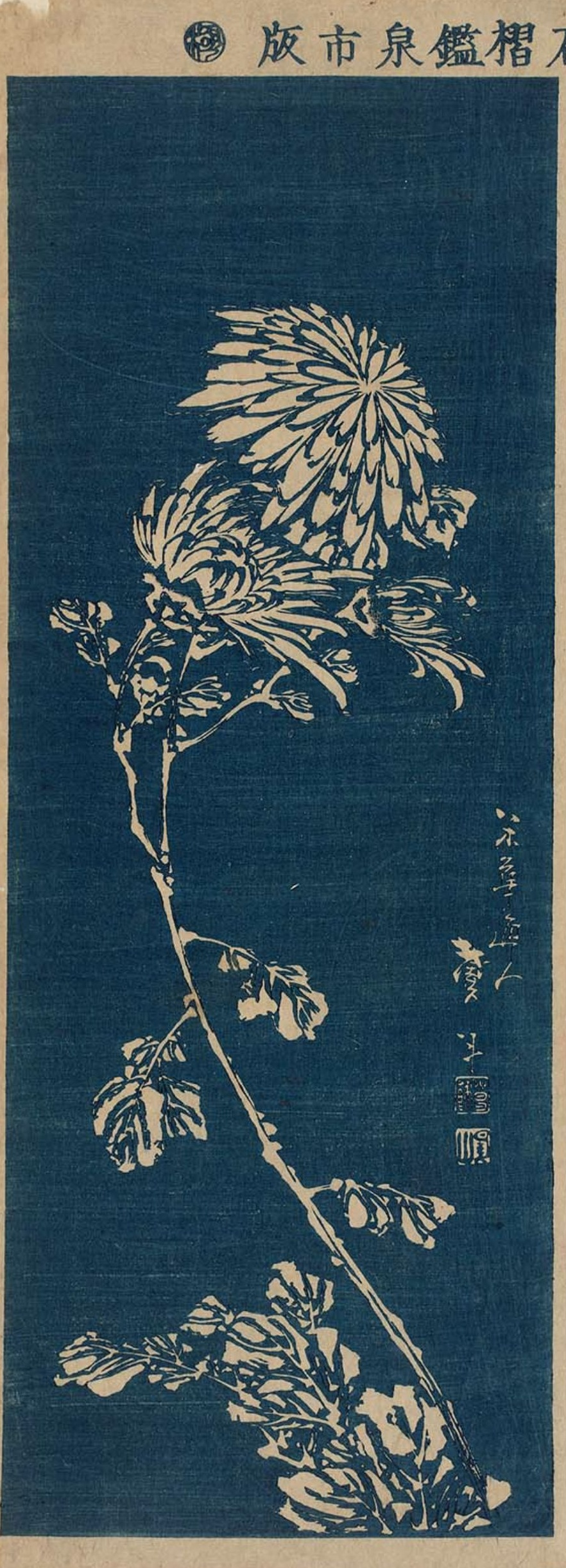
Taito-II, Chrysantheme, um 1830

Bei Abreibung von Kammlinienstrukturen entstehen schwarze Linien auf hellem Grund, bei Abreibung von Steinritzungen oder Steingravuren weiße Linien auf dunklem Grund.
Der Effekt heller Konturlinien auf dunklen Hintergrund sollte durch die Ishizuri-e imitiert werden. In die hölzernen Druckplatten wurden zu diesem Zweck nur die Konturlinien des Motivs eingeschnitten, so dass sich diese nach dem Druck in der Farbe des Papiers vom eingefärbten Hintergrund abzeichneten. Für das Druckverfahren selbst war es einfacher, die Druckplatten als Negativ des zu druckenden Motivs zu schneiden und die Druckfarbe von der eingefärbten Druckplatte auf das Papier zu übertragen, als das Papier von der Rückseite in die Vertiefungen der Konturen einzutreiben, um die dann überstehenden Flächen einzufärben. F. Schwan erwähnt allerdings, dass Ishizuri-e auch auf diese Weise gedruckt wurden.
Am häufigsten finden sich Ishizuri-e in schwarzer Farbe, aber auch andere Farben wurden verwendet wie Blau (ab ca. 1830 auch Preußischblau), Grün, Gelb und Rot. In seltenen Fällen finden sich auch Mehrfarbendrucke oder Drucke mit handkolorierten Flächen.

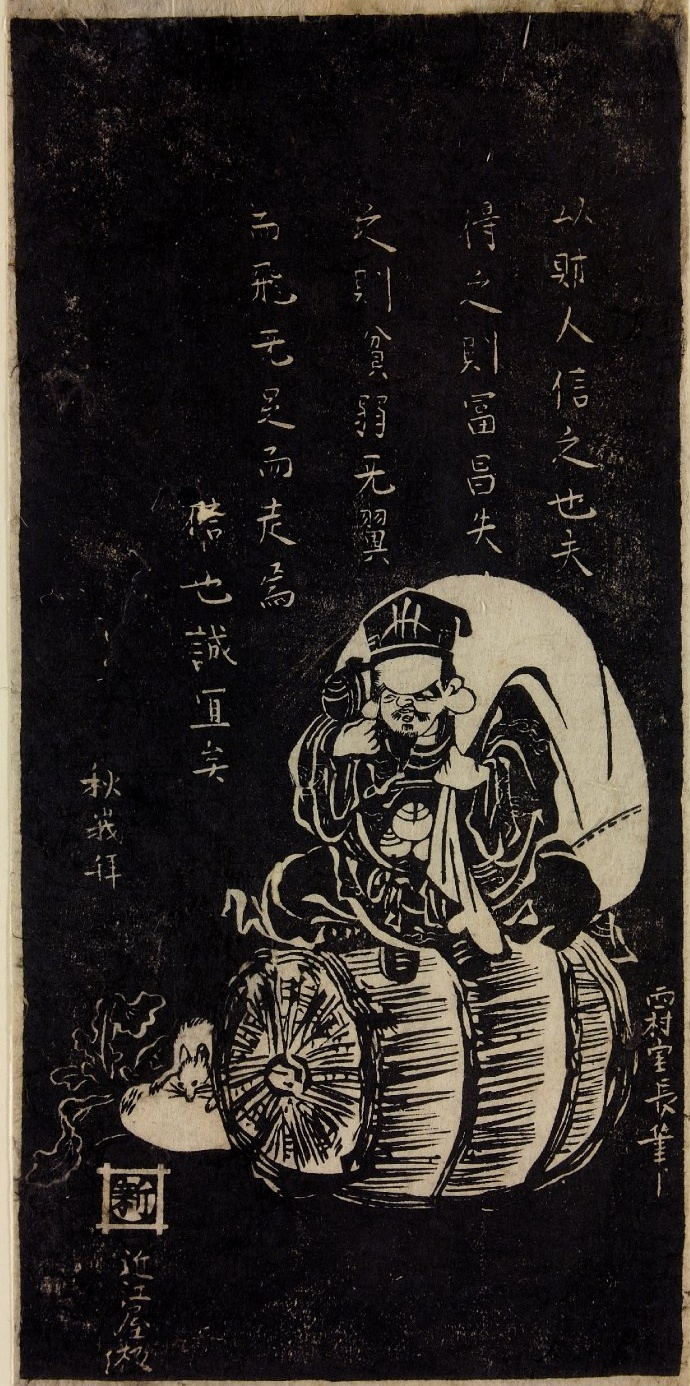
Shigenaga, Daikoku und chinesisches Gedicht, um 1750
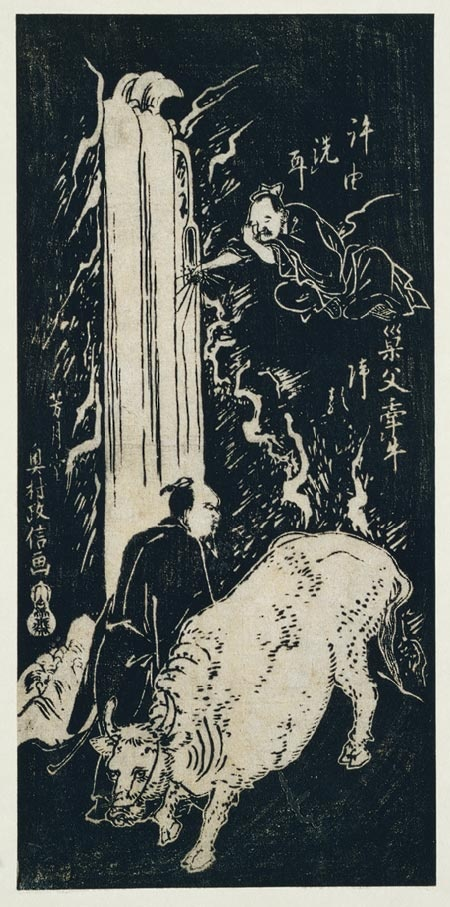
Masanobu, die Geschichte von Kyoyu and Sofu, um 1750
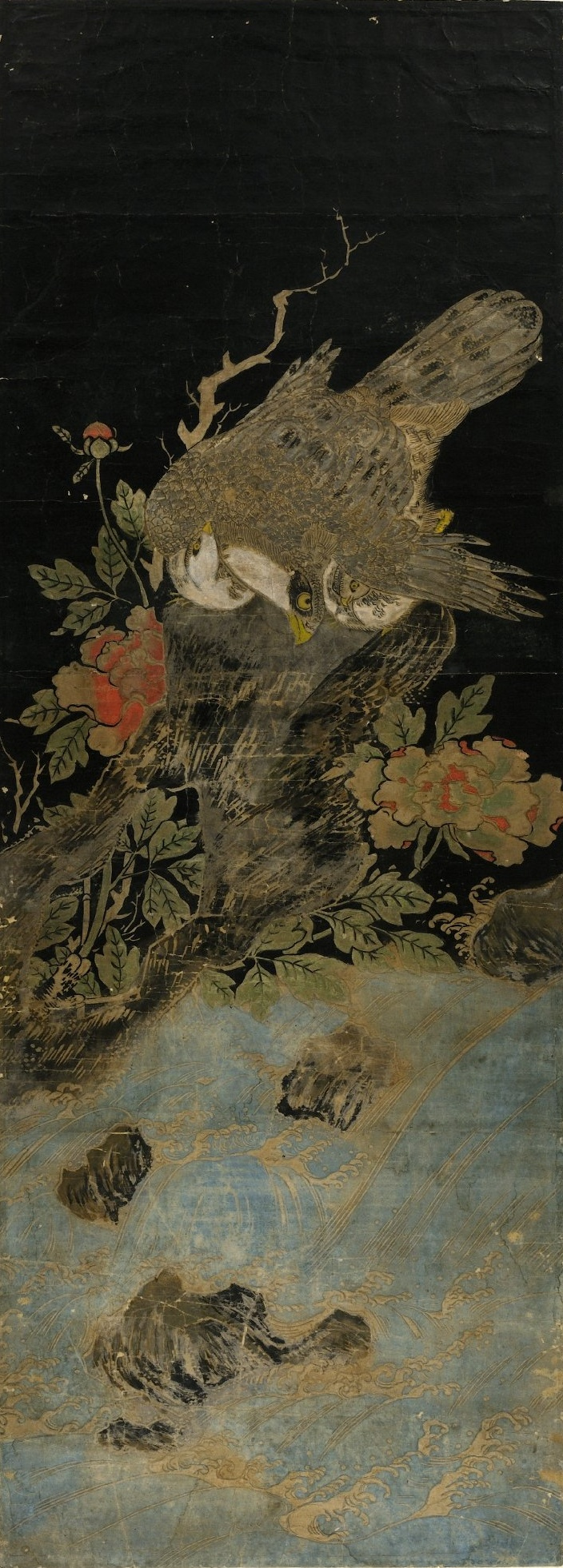
Koryūsai zugeschrieben, Falke auf Ast, teilweise handkoloriert, um 1780
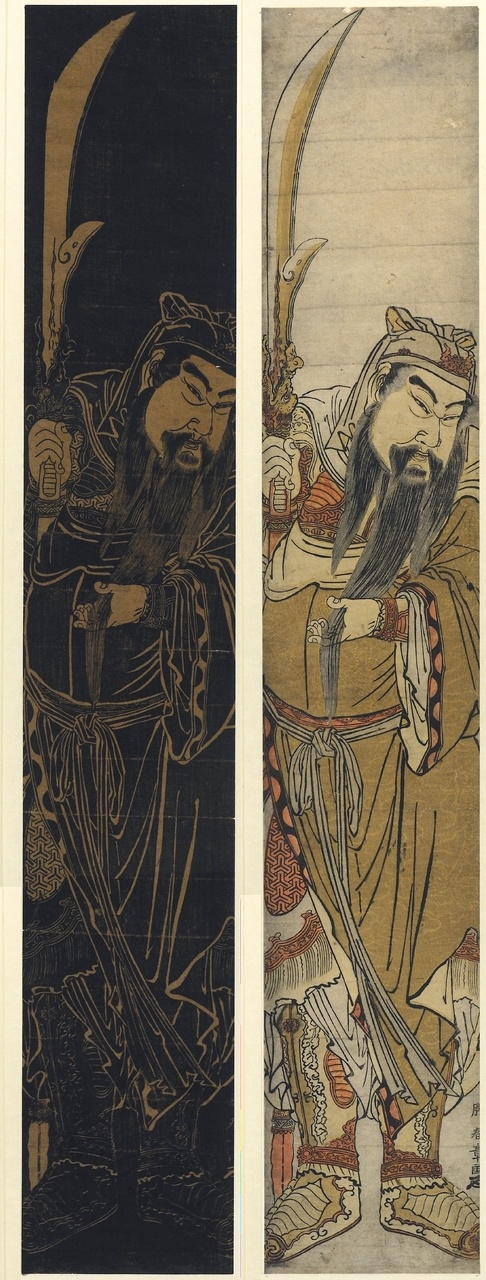
Shunshō, der General Guān Yǔ, um 1790, links Ishizuri-e, rechts als „Normaldruck“

## Künstler und Motive
Künstler, von denen Drucken in der Technik des Ishizuri-e bekannt sind, sind die  Ukiyo-e-Künstler Nishimura Shigenaga, der wohl um 1750 als erster Ukiyo-e-Künstler Entwürfe für Drucke dieser Art anfertigte, sein Zeitgenosse Okumura Masanobu, Isoda Koryūsai, Katsukawa Shunshō, Katsushika Taito II. (ein Hokusai-Schüler) und Utagawa Hiroshige I., der sie in Einzelfällen auch zusammen mit seinem Schüler Hiroshige II. fertigte. Utagawa Kunisada und Utagawa Kuniyoshi haben gelegentlich Inhaltsverzeichnisse und Titelblätter von Serien in der Technik gestaltet.

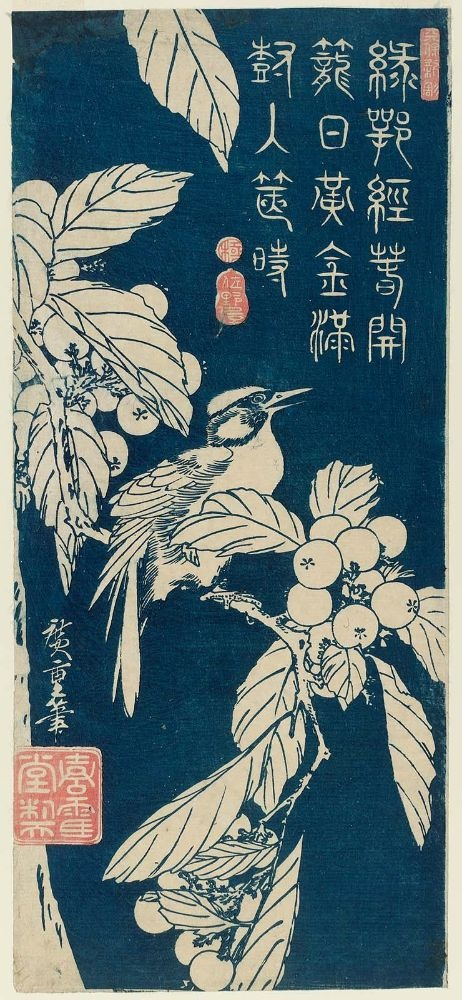
Hiroshige, „Vogel und Mispelzweig“, um 1840

Die Vertreter des Ukiyo-e verwendeten die Technik überwiegend, um Motive im chinesischen Stil darzustellen. Ihre Drucke zeigen zumeist chinesische Helden, wie z. B. den General Guān Yǔ aus der Erzählung Die Geschichte der Drei Reiche, Landschaften, Pflanzen- und Tierdarstellungen im chinesischen Stil und ebenso chinesische Hofdamen. Die Drucke selbst gehören nicht zum Genre des Ukiyo-e, sondern entstanden als Reaktion auf das Mitte/Ende des 18. Jahrhunderts neu aufkommende Interesse an chinesischer Kunst und Kultur in Japan.
Der von der Kanō- und Rinpa-Schule beeinflusste Maler Itō Jakuchū verwendete die Technik des Ishizuri-e für eine Reihe beeindruckender Naturdarstellungen. Sein 1768 erschienenes Buch „Jadeblumen in geheimnisvollen Gärten“ enthält 55 Holzschnitte mit Pflanzen und Tieren, die bis zu Beginn des 20. Jahrhunderts immer wieder neu gedruckt worden waren.
Auch von Kikuchi Yōsai und einigen anderen Künstlern sind einzelne Ishizuri-e bekannt, die z. B. Szenen aus dem Chūshingura, Landschaften im japanischen Stil oder in der Meiji-Zeit aktuelle politische Ereignisse darstellen.
Aber auch schlichte Gebrauchsgrafik wie Kalender wurden als Ishizuri-e produziert.